# 妙縁寺
妙縁寺（みょうえんじ）は、東京都墨田区吾妻橋に所在する日蓮正宗の寺院。山号は正栄山（しょうえいざん）。

## 起源と歴史
- 14世紀 - 日蓮正宗第3祖日目の弟子である日尊が浅草阿部川町辺に妙因寺として創建。
- 1629年（寛永6年） - 大石寺19世法主日舜により再興される。
- 1986年（昭和61年） - 現在の本堂が完成。

### 公家寺
同寺院は、公家寺として知られ、朝廷との関係も深く、日野家等が大檀那となっており、その関係で京都所司代の板倉勝澄とも関係があった。

## 歴代住職
- 開基 太夫阿日尊
- 中興開基 日舜（日蓮正宗総本山第19世、渡辺姓）
- 第2代 真珠阿日量
- 第3代 式部阿明心院日安（式部郷阿闍梨、了心院）
- 第4代 正法阿円行坊日祥（実状院）
- 中興開山第5代 新倉阿久遠坊日應贈上人（本入院、学圓坊、長谷川姓）
- 第6代 豊島阿妙円坊日信（円妙坊）
- 第7代 通妙阿智泉坊日領
- 第8代 元立阿光林坊日健
- 第9代 當厚阿大祐坊日隆贈上人（立賢阿闍梨）
- 第10代 解説阿仏言坊日専（円底坊、仏告坊、仏吾坊）
- 第11代 篠原阿大遠院日理上人（完道日理、大遠坊、大石寺学頭13代）
- 第12代 日元（日蓮正宗総本山第33世、横山阿闍梨、持宝院、文貞、日芳、横山姓）
- 第13代 武蔵阿玄祚坊日峯（玄祐坊、浜田姓）
- 第14代 日堅（日蓮正宗総本山第36世、駿河阿闍梨、樹真院、覚隆、清姓）
- 第15代 微妙阿本了坊日解贈上人
- 第16代 大行阿醒悟坊日貞（本行阿闍梨、醍醐坊、完善）
- 第17代  日宣（日蓮正宗総本山第44世、真成院、隆順）
- 第18代 行穏阿恵了坊日脱贈上人（甚深阿闍梨）
- 留守居 佛因阿正縁坊日了（一妙、一苗、第18代の弟子、歴代には数えない）
- 第19代  日英（日蓮正宗総本山第51世、舎人阿闍梨、泰久院、広探、平柳姓）
- 第20代 埼玉阿本尚坊日静贈上人（本行坊、恵門、浜田姓）
- 第21代 日霑（日蓮正宗総本山第52世、常陸阿闍梨、妙道院、慈成、日存、鈴木姓）
- 第22代 善苗阿要本坊日境
- 兼帯 尚道阿義円坊日全（常在寺住職と兼帯、歴代に数えない）
- 看主 英勝院日盛（泰祥、日喜、日存、高野姓、歴代に数えない）
- 第23代 英寿院日宏贈上人（佐々木阿闍梨、完順、泰本、佐々木姓、妙縁寺看主も経験、第24代の後再住）
- 第24代 上野阿俊円坊日斅（松島阿闍梨、純妙、純円、松島姓）
- 第25代 銀山阿嘉要坊日禎（因幡阿闍梨、賀要、林姓）
- 第26代 大垣阿俊雄坊日寿贈上人（上田阿闍梨、俊応、大垣姓）
- 兼務  日亨（日蓮正宗総本山第59世、水鑑阿闍梨、慧日院、慈琳、堀姓、 常泉寺住職との兼務、歴代には数えない）
- 第27代 宣行院日総贈上人（信濃阿闍梨、廣健、有賀姓→下山姓（総本山55世日布の養子）、妙縁寺事務取扱より住職就任）
- 第28代 除名（観恵院日仁、正栄阿闍梨、諦雄、松本姓）
- 第29代 髙橋信興（妙福阿闍梨、日輝、副住職より住職代務者を経て住職就任）
- 第30代 常布院日康贈上人（妙泉阿闍梨、諦顕房、光久姓）
- 第31代 宮野審道（現・日蓮正宗教学部副部長・(株)大日蓮出版社 社長）

## 所在地
東京都墨田区吾妻橋2-2-10
近所に、常泉寺、本行寺、法華講連合会の富士会館がある。

## 文化財

### やかくいの井戸
江戸時代、水源の少なく人口の多い江戸にとって、水は貴重品であったが、境内の井戸は人々に水を供給して「やかくいの井戸」と呼ばれ、その碑は墨田区の文化財となっている。

### 相馬大作の首塚
文政4年（1821年）、江戸から帰国途中の弘前藩九代藩主津軽寧親の狙撃未遂事件が発生する。首謀者は盛岡藩の下斗米秀之進、変名「相馬大作」を名乗っていたことから「相馬大作事件」と呼ばれる。
下斗米秀之進は寛政元年（1789年）、盛岡藩二戸郡福岡村（二戸市）に生まれた。
秀之進は、18歳で江戸にて剣名高き平山行蔵道場の門下生となり武道に精進、四傑の一人と呼ばれるほどに腕をあげて帰国し、郷里・福岡に講武場兵聖閣を設けて武術の教授を始めた。
そんな矢先の文政3年（1820年）、盛岡藩主南部利敬が39歳の若さで世を去り、遺領を南部利用が継いだ。利敬の早すぎる死は、弘前藩に対する積年の鬱憤が原因といわれている。
その積年の鬱憤とは、もともと弘前藩津軽家は、盛岡藩南部家の一族の家柄であったが、南部のお家騒動（後継者選定騒動）の際独立し、豊臣秀吉の小田原征伐陣中に参じて、独立を成功させた事に起因するものであるとされた。
この当時、利用はまだ14歳で無位無官、それに対して「本来家臣筋だ」と南部側は思い込んでいた津軽氏当主の寧親は従四位下侍従に叙任されていた。このことに不満を抱いた秀之進は、寧親に果たし状を送って辞官隠居を勧め、それが聞き入れられないときには「悔辱の怨を報じ申すべく候」と暗殺を伝える。
文政4年、秀之進は江戸から帰国途中の寧親を久保田藩白沢村（のちの矢立村、現・秋田県大館市 白沢駅付近）で狙撃しようと計画するが、仲間の密告によって失敗、藩を出奔して江戸に逃れ「相馬大作」と名を変えたが、同年幕吏に捕らえられ翌年首を刎ねられた。その相馬大作の子息が、晒されていた首を盗んで来て、妙縁寺住職へ埋葬を依頼、豪胆な当時の住職（日脱）がその首を葬ったのが「相馬大作の首塚」である。その後、相馬の子息は住職の勧めにより出家して、大石寺系の末寺「感恩寺」（盛岡）を寄進している。その名の由来は「妙縁寺住職に恩を感じて造った寺」である。
そして江戸市民は秀之進の行動を賞賛し、事件は講談や小説の題材として流行した。幕末の水戸藩の尊皇攘夷論者で。藤田東湖もその義烈をたたえ、長州藩の吉田松陰も長歌を詠じて秀之進を追慕している。

## 寺院周辺
- 墨田区役所
- アサヒビールタワー
- 東京スカイツリー

## 交通アクセス
- 都営浅草線 本所吾妻橋駅A0出口より徒歩1分（経路案内）。
- 東武伊勢崎線 浅草駅・とうきょうスカイツリー駅より徒歩10分。